# Pont Notre-Dame (Bar-le-Duc)
Pour les articles homonymes, voir Pont Notre-Dame (homonymie).
Le pont Notre-Dame est un pont en maçonnerie à cinq voûtes franchissant l'Ornain à Bar-le-Duc, dans le département de la Meuse et la région Lorraine.
Le pont en bois primitif est remplacé par un pont en maçonnerie en 1311, et des maisons viennent se construire dessus en encorbellement. Les Allemands le détruisent le 30 août 1944 lors de la Seconde Guerre mondiale, mais il est reconstruit à l'identique. Une chapelle-oratoire dédiée à Notre-Dame de la Paix est située sur l'une des piles centrales du pont.

## Historique

### Pont Notre-Dame

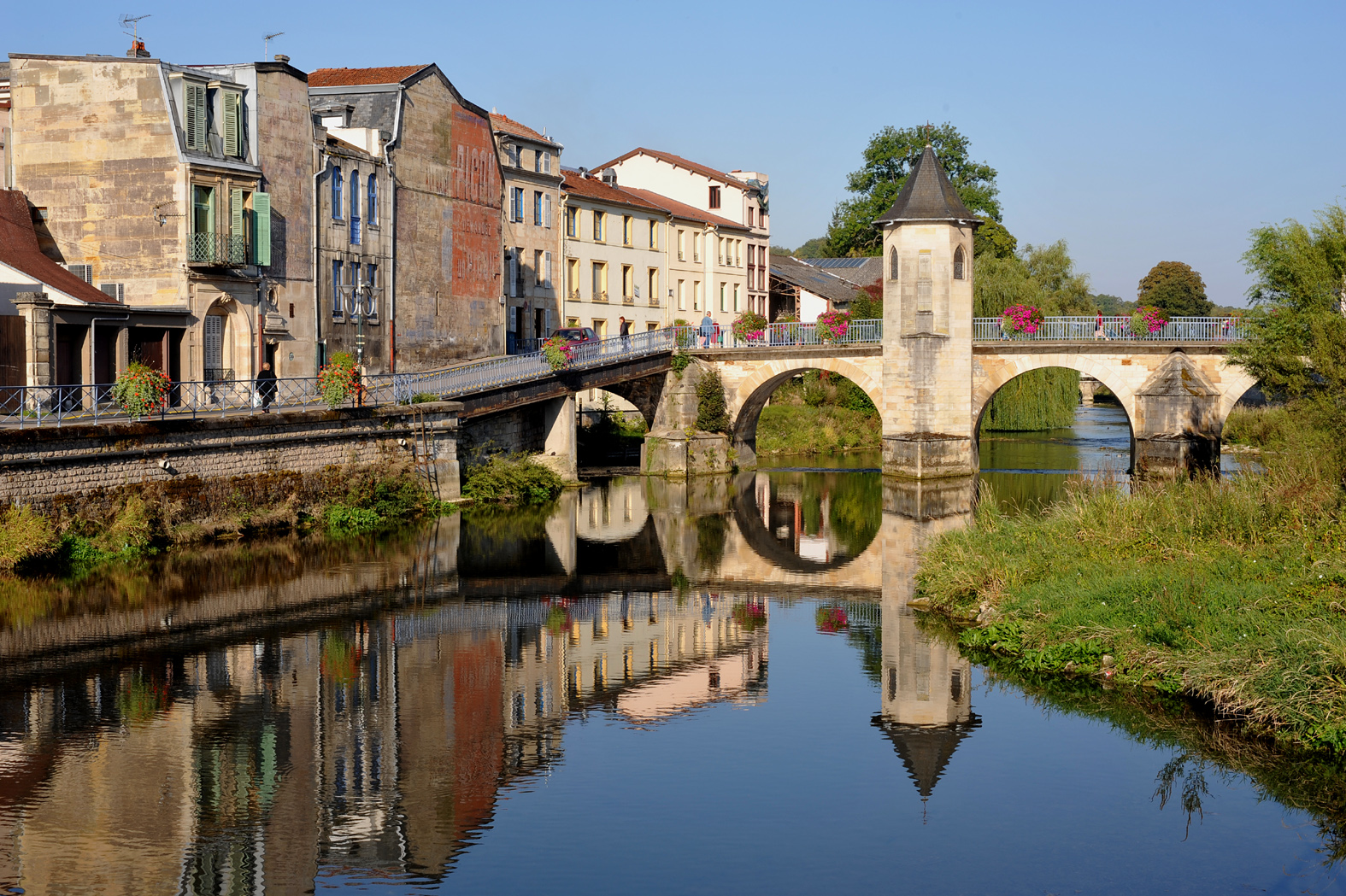
Pont Notre-Dame côté amont et quai Victor Hugo.

Dès les premiers siècles de notre ère, un pont en bois est construit pour franchir l'Ornain et relier les quartiers de Bar-la-Ville et du Bourg. Alors appelé Grand Pont, il reste pendant longtemps le seul pont de la ville.
En 1311, le pont en bois est remplacé par un pont en maçonnerie, comme l'atteste la date inscrite plus tard sur une des piles du pont. Des habitations sont construites en encorbellement pour gagner de la place. Elles seront détruites par souci d'hygiène à partir du XVIIIe siècle, et les dernières disparaitront au XXe siècle.
Avant la construction du canal de la Marne au Rhin au XIXe siècle, l'Ornain est utilisé pour transporter des matériaux comme des grumes de bois en provenance du massif vosgien. Mais la navigation n'étant possible qu'en aval de la cité ducale, on utilise la méthode du flottage du bois. Pour protéger la structure des grumes, les piles du pont sont renforcées par des becs.
En 1883, le tablier en dos d'âne est aplani pour faciliter la circulation par temps de verglas et de neige, puis il est élargi.
Le 6 novembre 1926, il est classé au titre de la loi du 2 mai 1930 ayant pour objet la protection des monuments naturels et des sites de caractère artistique, historique, scientifique, légendaire ou pittoresque, aujourd'hui abrogée.
Lors de la Seconde Guerre mondiale, les Allemands occupent Bar-le-Duc. Lorsqu'ils quittent la ville le 30 août 1944, ils dynamitent le pont à 17 h, à l'exception de la pile centrale soutenant la chapelle. Le pont est ensuite entièrement reconstruit à l'identique.
De juillet à août 2012, des travaux de réfection et d'encorbellement sont effectués dans le cadre de la requalification du centre-ville.

### Chapelle Notre-Dame de la Paix
La première chapelle construite sur l'une des piles centrales du pont daterait du XVe siècle. Elle est d'abord dédiée à sainte Anne, puis à la Vierge à partir de 1645. Une statue de la Vierge, réalisée par François Humbert au milieu du XVIIe siècle, y est installée en 1749. La sculpture provient de la porte de la Couronne des anciens remparts de la ville, alors en démolition.
Après le dynamitage du pont par les Allemands le 30 août 1944, la statue de la Vierge est l'un des seuls éléments encore debout avec la pile la supportant. La chapelle est alors reconstruite en même temps que le reste du pont. Elle est depuis dédiée à Notre-Dame de la Paix.

## Architecture

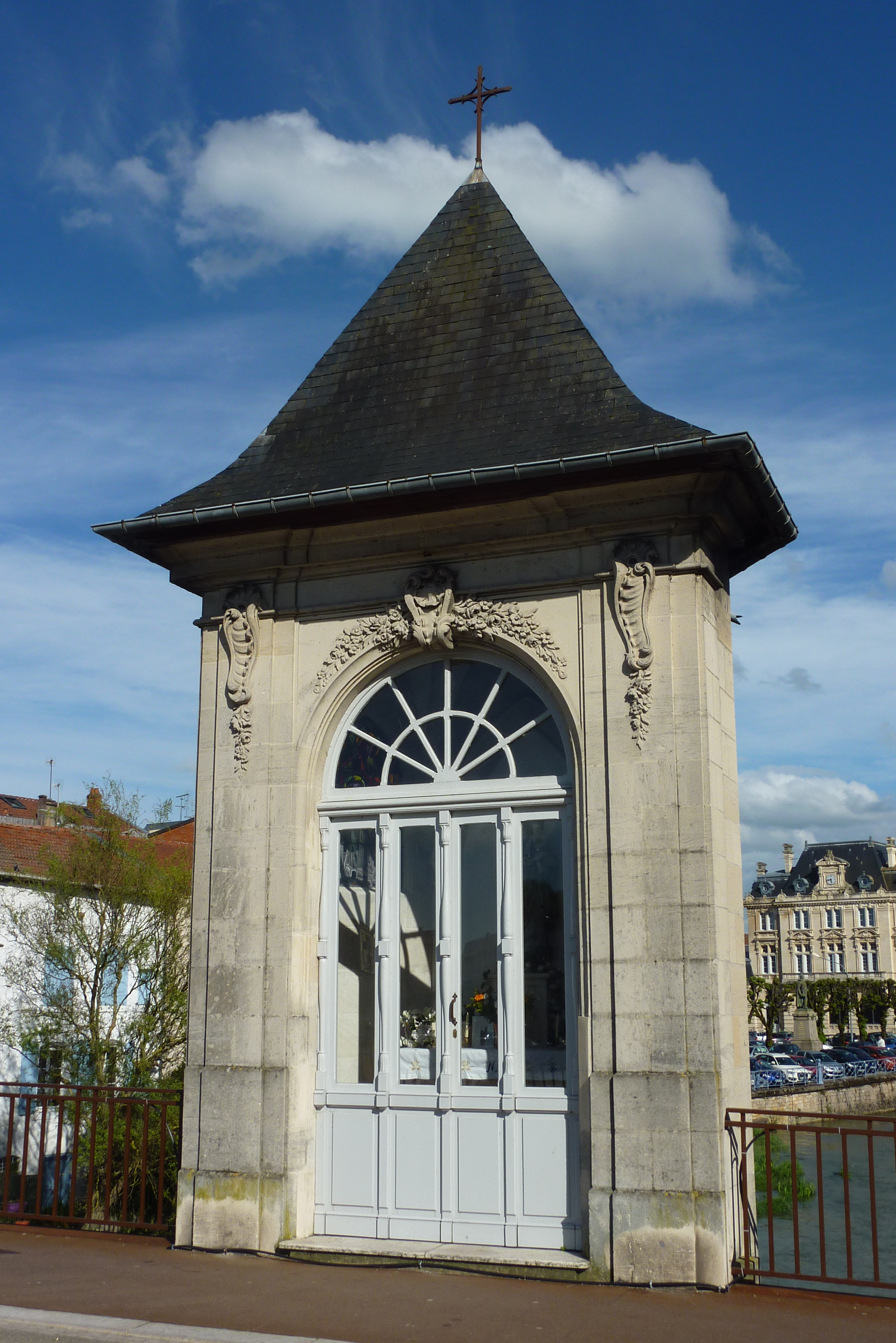
Chapelle-oratoire Notre-Dame de la Paix.

Le pont Notre-Dame est un pont en maçonnerie à 5 voûtes en plein cintre. Les 4 piles du pont sont renforcés par des becs triangulaires. La longueur du pont est d'environ 49 m et la largeur du tablier est de 10 m.
Le pont possède une chapelle-oratoire sur un de ses deux piles centrales. Le petit édifice religieux est de forme hexagonal, situé sur le côté amont du pont. Il abrite une statue de la Vierge du XVIIe siècle. Les vitraux des années 1950 réalisés par le maître verrier nancéien Benoît, représentent sainte Anne et la Vierge à gauche, et saint Joachim à droite.